# Polynema boreum
Polynema boreum är en stekelart som beskrevs av Girault 1915. Polynema boreum ingår i släktet Polynema och familjen dvärgsteklar. Inga underarter finns listade i Catalogue of Life.